# Marie Louise Telegin
Marie-Louise Telegin-Ekendahl, född 15 november 1942 i Ekenäs, är en finländsk-svensk redaktör, journalist och översättare. Hon var syster till Ann-Charlotte Nordahl.
Telegin, som är dotter till ingenjör Alexej Telegin och reklamtecknare Marianne Petersson-Trygg, avlade studentexamen 1963, utexaminerades från Institutet för högre reklam- och kommunikationsutbildning 1967, bedrev akademiska studier 1968–1970 och deltog i kurser i bland annat grafisk formgivning. Hon var kontaktassistent på Allmänna Annonsbyrån AB 1963–1965, på Masius-Malmros 1965–1966, redaktör på B. Wahlströms bokförlag 1968, på Albert Bonniers förlag 1969–1972, fictionredaktör på Vecko-Revyn 1973, allmänreporter på Allt om Mat 1974–1976, informationschef på Bokförlaget Forum 1976–1983, fictionchef på Bra Böckers bokklubbar 1987 och varit egen företagare som litterär konsult och inom PR sedan 1983. Hon har varit verksam som översättare, journalist (mat och matkultur), konsult i matfrågor, föreläsare inom PR och egenföretagande samt facklig förhandlare. Hon har skrivit böcker och artiklar inom områdena matkultur och hälsa.